# Ода на дан рођења сверусијског императора Николаја Првога
"Ода на дан рођења сверусијског императора Николаја Првога" припада првој фази Његошевог стваралаштва. То је пригодна поема, састављена од 128 стихова.